# Roman Maksymowicz
Roman Maksymowicz (ur. 28 lutego 1893 we Lwowie, zm. 4 sierpnia 1915) – podporucznik Legionów Polskich, kawaler Orderu Virtuti Militari.

## Życiorys
Syn Jakuba i Ludwiki z Raczyńskich. Młodszy brat Włodzimierza Rokity-Maksymowicza (1891–1938). Wychowany w duchu patriotycznym, w tradycjach powstań narodowych. Jego dziadek brał udział w powstaniach 1848 i 1863 roku.
Roman Maksymowicz studiował w Akademii Handlowej w Krakowie. Od 1912 roku należał do Polskich Drużyn Strzeleckich. Uzyskał stopień kadeta. Uczestniczył w dowodzonym przez Franciszka Pększyc-Grudzińskiego kursie instruktorskim w Nowym Sączu (15 lipca – 2 sierpnia 1914). Po wybuchu wojny udał się w rejon koncentracji i został przydzielony do III baonu dowodzonego od 13 sierpnia przez Edwarda Rydza-Śmigłego. W październiku 1914 przeniesiony do dowodzonej przez brata 3 kompanii IV batalionu dowodzącego przez Tadeusza Wyrwę-Furgalskiego. Został tam mianowany szefem kompanii.
Roman Maksymowicz uczestniczył we wszystkich walkach I Brygady. Po bitwie pod Konarami 3 czerwca 1915 roku awansowany na podporucznika piechoty otrzymał dowództwo plutonu w 3 kompanii. Przed bitwą pod Jastkowem znalazł się w 5 pułku piechoty. Razem z pułkiem uczestniczył w tej bitwie. Po wycofaniu się Rosjan brał udział w walkach pościgowych. 4 sierpnia 1915 roku w czasie ataku na Majdan Krasieniński, został rażony prosto w serce. Pochowano go najpierw przy przydrożnym krzyżu w Jastkowie. Wkrótce został przeniesiony na Cmentarz Legionistów Polskich w Jastkowie. Pośmiertnie odznaczony orderem wojskowym „Virtuti Militari" V klasy i mianowany na stopień porucznika piechoty.

## Ordery i odznaczenia
- Krzyż Srebrny Orderu Wojskowego Virtuti Militari nr 6485 – pośmiertnie, 17 maja 1922[5][6][2]
- Krzyż Niepodległości z Mieczami – pośmiertnie